# Calcio ai XVIII Giochi panamericani - Torneo maschile
La diciottesima edizione del torneo di calcio ai Giochi panamericani si svolge a Lima dal 28 luglio al 10 agosto 2019. Al torneo hanno partecipato otto nazionali under-20: oltre al Perù, ammesso al torneo in qualità di paese ospitante, hanno partecipato le prime tre classificate del Campionato sudamericano di calcio Under-20 2019, le migliori tre di ogni zona (Nord America, Centro America e Caraibi) del Campionato nordamericano di calcio Under-20 2018 e una squadra scelta dalla CONCACAF, in questo caso l'Honduras. Gli Stati Uniti hanno rinunciato alla partecipazione lasciando il posto al Messico.

## Partecipanti
| CONMEBOL                       | CONCACAF                         |
| ------------------------------ | -------------------------------- |
| Argentina Ecuador Perù Uruguay | Messico Panama Giamaica Honduras |

## Prima fase

### Girone A
| Squadra   | P | G | V | N | S | GF | GS | DR |
| --------- | - | - | - | - | - | -- | -- | -- |
| Messico   | 5 | 3 | 2 | 1 | 0 | 4  | 1  | +3 |
| Argentina | 4 | 3 | 2 | 0 | 1 | 7  | 5  | 0  |
| Panama    | 2 | 3 | 0 | 2 | 1 | 2  | 4  | -2 |
| Ecuador   | 1 | 3 | 0 | 2 | 1 | 3  | 6  | -3 |

#### Risultati
| Lima 29 luglio 2019 | Messico     | 0 – 0 referto | Panama | Estadio Universidad San Marcos\| Arbitro: \| José Argote \| |
| Arbitro:            | José Argote |               |        |                                                             |

| Arbitro: | Gustavo Murillo |

|                        |           |                               |
| Rezabala 75’ Naula 89’ | Marcatori | 33’ Valenzuela 40’, 76’ Gaich |

| Arbitro: | Miguel Santibañez |

|            |           |             |
| Zúñiga 27’ | Marcatori | 53’ Campana |

| Arbitro: | Michael Espinoza |

|                                |           |           |
| Venegas 13’ (rig.) Godínez 81’ | Marcatori | 39’ Gaich |

| Arbitro: | Ulises Mereles |

|                                      |           |             |
| Gaich 4’ Lomonaco 14’ Valenzuela 80’ | Marcatori | 45’ Aguilar |

| Arbitro: | Wagner Magalhaes |

|                          |           |  |
| Vásquez 25’ Lainez 90+5’ | Marcatori |  |

### Girone B
| Squadra  | P | G | V | N | S | GF | GS | DR |
| -------- | - | - | - | - | - | -- | -- | -- |
| Uruguay  | 6 | 3 | 3 | 0 | 0 | 7  | 0  | +7 |
| Honduras | 4 | 3 | 1 | 1 | 1 | 5  | 6  | -1 |
| Giamaica | 3 | 3 | 1 | 0 | 2 | 3  | 5  | -2 |
| Perù     | 1 | 3 | 0 | 1 | 2 | 2  | 6  | -4 |

#### Risultati
| Arbitro: | Fernando Echenique |

|                              |           |              |
| Vuelto 71’, 80’ Martínez 80’ | Marcatori | Beckford 46’ |

| Arbitro: | Gustavo Murillo |

|                        |           |  |
| Núñez 6’ Fernández 36’ | Marcatori |  |

| Arbitro: | Wagner Magalhaes |

|                    |           |  |
| Fernández 61’, 72’ | Marcatori |  |

| Arbitro: | Felipe González |

|                        |           |                        |
| Quevedo 15’ Guivin 62’ | Marcatori | 90+2’ Vuelto Maldonado |

| Arbitro: | Gustavo Murillo |

|                                                     |           |  |
| Arriaga 34’ (aut.) Ramírez 75’ (rig.) Fernández 84’ | Marcatori |  |

| Arbitro: | Fernando Echenique |

|                   |           |  |
| Beckford 55’, 60’ | Marcatori |  |

## Fase finale
|  | Semifinali | Semifinali | Semifinali |           |          | Finale 1º posto | Finale 1º posto | Finale 1º posto |  |
|  |            |            |            |           |          |                 |                 |                 |  |
|  | Messico    | Messico    | 1 (2)      |           |          |                 |                 |                 |  |
|  | Messico    | Messico    | 1 (2)      |           |          |                 |                 |                 |  |
|  | Honduras   | Honduras   | 1 (4)      |           |          |                 |                 |                 |  |
|  | Honduras   | Honduras   | 1 (4)      |           | Honduras | Honduras        | 1               |                 |  |
|  |            |            |            |           | Honduras | Honduras        | 1               |                 |  |
|  |            |            | Argentina  | Argentina | 4        |                 |                 |                 |  |
|  | Uruguay    | Uruguay    | Argentina  | Argentina | 4        | 0               |                 |                 |  |
|  | Uruguay    | Uruguay    |            |           |          | 0               |                 |                 |  |
|  | Argentina  | Argentina  | 3          |           |          | Finale 3º posto | Finale 3º posto | Finale 3º posto |  |
|  | Argentina  | Argentina  | 3          |           |          |                 |                 |                 |  |
|  |            |            |            |           |          |                 |                 |                 |  |
|  |            |            |            |           |          | Messico         | Messico         | 1               |  |
|  |            |            |            |           |          | Messico         | Messico         | 1               |  |
|  |            |            |            |           |          | Uruguay         | Uruguay         | 0               |  |

### Semifinali
| Arbitro: | Ulises Mereles |

|                            |                      |                                 |
| Venegas 40’                | Marcatori            | 79’ Reyes                       |
| Govea Vásquez López Macías | Tiri di rigore 2 – 4 | Martínez Vuelto Reyes Maldonado |

| Arbitro: | Wagner Magalhaes |

|  |           |                              |
|  | Marcatori | 6’, 85’ Gaich 29’ Valenzuela |

### Finale 7º posto
| Arbitro: | José Argote |

|                                 |                      |                                   |
| Vallecilla Alcivar Porozo Minda | Tiri di rigore 2 – 4 | Barco Acuy Arakaki Pretell Rivera |

### Finale 5º posto
| Arbitro: | Miguel Santibañez |

|                                                   |           |  |
| Aguilar 3’ Carrasquilla 11’ Ayarza 28’ Zúñiga 58’ | Marcatori |  |

### Finale 3º posto
| Arbitro: | Fernando Echenique |

|           |           |  |
| Yrizar 7’ | Marcatori |  |

### Finale 1º posto
| Arbitro: | Gustavo Murillo |

|              |           |                                           |
| Martínez 42’ | Marcatori | 7’ Urzi 58’ Valenzuela 61’ Necul 65’ Vera |

## Podio
| 2º posto Honduras | Campione panamericano di calcio maschile Argentina 7º titolo | 3º posto Messico |

## Marcatori
6 gol
- Gaich

4 gol
- Fernández
- Valenzuela

3 gol
- Vuelto
- Beckford